# Hillsboro (Maryland)
Hillsboro es un pueblo ubicado en el condado de Caroline en el estado estadounidense de Maryland. En el año 2010 tenía una población de 161 habitantes y una densidad poblacional de 402,5 personas por km².

## Geografía
Hillsboro se encuentra ubicado en las coordenadas 38°54′59″N 75°56′29″O / 38.91639, -75.94139.

## Demografía
Según la Oficina del Censo en 2000 los ingresos medios por hogar en la localidad eran de $66.250 y los ingresos medios por familia eran $72.639. Los hombres tenían unos ingresos medios de $52.083 frente a los $21.042 para las mujeres. La renta per cápita para la localidad era de $24.910. Alrededor del 3,7% de la población estaba por debajo del umbral de pobreza.